# Euterebra herosae
Euterebra herosae is een slakkensoort uit de familie van de Terebridae. De wetenschappelijke naam van de soort is voor het eerst geldig gepubliceerd in 2011 door Terryn & Rosado.